# Vasile Savel
Vasile Savel (n. 25 ianuarie 1885, Fălticeni, Suceava, România – d. 17 mai 1932, București, România) a fost editor, traducător și prozator român.

## Biografie
S-a născut la Fălticeni, în familia preotului și profesorului Ion Savel și a soției sale, Ecaterina; familia lui locuia pe aceeași stradă cu Mihail Sadoveanu. Potrivit unor surse ar fi fost nepotul lui Vasile Conta. A urmat studii gimnaziale în orașul natal, apoi studii liceale la Liceul Internat din Iași din 1897 până în 1904. Ulterior a studiat literatura și dreptul la Universitatea din București, obținând o diplomă de licențiat în drept. Nevoit să-și câștige existența, a intrat în presă în 1904, lucrând ca redactor la ziarele Minerva, Seara și România. Creațiile sale literare au apărut în publicațiile Flacăra, Mișcarea literară, Dimineața, Presa, Sămănătorul, Viața Românească, Luceafărul, Ramuri și Cuvântul liber. El a ocupat funcția de secretar general al Societății Scriitorilor Români, căreia i s-a alăturat în 1911.

## Activitatea literară
Broșura sa de debut, Opera d-lui Ilarie Chendi (1906), conține observații incisive; lucrare polemică care a prezentat deseori activitatea jurnalistică a lui Ilarie Chendi într-un mod nedrept, ea a atras comentarii adverse. Ofițer de rezervă, el a luat parte atât la cel de-al Doilea Război Balcanic, cât și în Primul Război Mondial, luând parte adesea la acțiuni militare de prim rang. După război a revenit la jurnalism, inițial la Arad, iar din 1928 a redactat ziarul oficial al Partidului Național-Țărănesc, Dreptatea. În primul volum din Contimporanii (1920), Savel a schițat portretele literare ale mai multor scriitori pe care i-a cunoscut personal: Emil Gârleanu, N.D. Cocea, T. Robeanu, Cincinat Pavelescu, Panait Cerna, Ludovic Dauș, Ștefan Octavian Iosif și Dimitrie Anghel.
Volumele de proză scurtă ale lui Savel (Între rețele (1919), Într-un sat de contrabandiști (1920), Pribeag (1920)) au tematică de război. În special, primul oferă o privire vie asupra vieții unui tânăr ofițer aflat în tranșee; scrierea este sceptică, chiar mizantropă, reflectând o realitate dură și lipsită de sentimentalism sau de fals patriotism. Vasile Savel a scris pe front articole acuzatoare pe care le-a publicat în Cuvântul liber începând din 21 decembrie 1919; acestea au fost colectate în volumul Oamenii cari nu vorbesc (1921).
Romanul cu posibile elemente autobiografice Miron Grindea (1921) prezintă într-un mod jurnalistic povestea fiului unui boier moldovean scăpătat, care obține licența în drept, refuză un post de judecător în orașul natal, pătrunde greu prin propriile puteri în breasla avocaților, este acuzat de filogermanism în perioada de neutralitate deoarece era căsătorit cu o nemțoaică și cade rănit pe front în Primul Război Mondial. Este descris aici cazul de „ratare” al unui inadaptat social. Miron Grindea a avut doar un succes parțial: în timp ce făcea observații pertinente asupra vieții din România de la începutul secolului al XX-lea, personajele sale sunt artificiale, iar perspectiva lui sămănătoristă era deja învechită. Volumul Doine din război (1925) conține versuri în stilul doinelor culese de pe front în timpul Primului Război Mondial. Romanul epic Vadul hoților (1926), cu ușoare aspecte autobiografice, prezintă cu obiectivitate, dar neconvingător, viața într-un sat de graniță în timpul războiului. În timp ce scrierea epică a lui Savel este înzestrată cu o exprimare facilă în stil jurnalistic, carențele sale stilistice sunt agravate uneori printr-un ton moralizator și patetic. Vasile Savel a mai tradus scrieri ale lui Honoré de Balzac, Alexandre Dumas, Karl Emil Franzos și Guy de Maupassant.

## Opinii critice cu privire la opera sa literară
Criticul Eugen Lovinescu considera că opera literară a lui Vasile Savel este „variată, dar uniformă prin lipsă de relief” și remarca doar romanele Miron Grindea (1921) și Vadul hoților (1926). Opinia critică a lui George Călinescu este însă mult mai aspră: proza de factură jurnalistică a lui Vasile Savel este neizbutită și „cu totul modestă”.
Istoricul literar Z. Ornea îl considera pe Vasile Savel un manufacturier modest în genul neosămănătoriștilor Al. Lascarov-Moldovanu, Ion Dongorozi, Eugen Boureanul, Sandu Teleajen sau Mihail Lungianu. Proza lor este artificială și searbădă, cu un idilism accentuat printr-un exces de figuri de stil și fără o minimă analiză psihologică, fiind „ternă, egală și pustie ca un teren pârjolit, în ciuda duioșiei micului romantism care o scaldă lăcrimos din abundență”.
Cu toate că au avut o oarecare notorietate în epoca apariției lor, nuvelele și romanele lui Vasile Savel nu mai prezintă interes în prezent nici măcar pentru istoricii literari, scria criticul Alexandru Piru în studiul amplu Istoria literaturii române de la început pînă azi (1981).

## Opera
- Opera d-lui Ilarie Chendi, București, 1906;
- Între rețele, nuvele, Editura Cartea Românească, București, 1919;
- Pribeag, nuvele, București, 1920;
- Într-un sat de contrabandiști, nuvele, Arad, 1920;
- Contimporanii, I, schițe și portrete literare, Arad, 1920;
- Oamenii cari nu vorbesc, povestiri, București, 1921;
- Miron Grindea, roman, București, 1921;
- Doine din război, culegere cu un cuvânt înainte de Vasile Savel, Arad, 1925 (pe foaia de titlu: Doine din război și câteva povestiri);
- Vadul hoților, roman, București, 1926;
- Seara a 13-a, București, 1927;

### Traduceri
- Karl Emil Franzos, Vrăjitoarea, =București, 1908;
- Al. Dumas-tatăl, Cei doi studenți și alte nuvele, București, 1913;
- H. de Balzac, Colonelul Chabert, ed. a II-a, București, 1916;
- Guy de Maupassant, Duminicile unui burghez din Paris, București, 1930.